# كيني بدناريك
كيني بدناريك (مواليد 14 أكتوبر 1998) هو لاعب ألعاب قوى أمريكي فاز بالميدالية الفضية في سباق 200 متر في أولمبياد 2020.